# August von Briesen
August von Briesen (* 16. August 1935 in Budapest als József Kovács; † August/September 2003 in Paris) war ein Maler deutsch-ungarischer Herkunft, Lithograf, Zeichner und Illustrator, der in Paris gelebt hat.

## Lebensdaten
Briesen wurde gegen Ende des Zweiten Weltkriegs wegen seiner deutschen Herkunft – der Vater war Deutscher, die Mutter Ungarin – für drei Jahre nach Sibirien deportiert. Nach der Rückkehr studierte er seit 1952 an der Kunstakademie in Budapest. 1956, nach der Niederschlagung des Ungarischen Volksaufstandes durch die sowjetische Armee, verließ er Ungarn und ging zunächst nach England, wo seine Zeichnungen zu Beethovens 32 Klaviersonaten und den Diabelli-Variationen entstanden. Nach Reisen in Holland, Deutschland und Italien ließ er sich schließlich 1972 in Frankreich nieder.
Er beteiligte sich mit seinen Werken an etlichen Ausstellungen und betätigte sich als Buchillustrator. Den Schwerpunkten seiner Arbeit bildet die malerische Auseinandersetzung mit Werken der Musik.
Briesen starb während der Hitzewelle im Sommer 2003 in seiner Pariser Dachgeschosswohnung. Erst nachdem die Behörden eine Namensliste von 57 Hitzeopfern veröffentlichten, deren Ableben von niemandem bemerkt worden war, wurde das Schicksal des vereinsamten Künstlers Briesen bekannt. Der Pariser Stadtrat fasste daraufhin im September 2003 den Beschluss, zu Ehren der Hitzeopfer ein Werk Briesens zu erwerben und es in der Vorhalle des Musée National d’Art Moderne auszustellen. Dieser Beschluss wurde jedoch nicht ausgeführt, da die Recherchen, die durchgeführt wurden, um Kontakt zu den Rechteinhabern des Künstlers aufzunehmen, erfolglos blieben. Briesen wurde gemeinsam mit den übrigen vereinsamten Hitzeopfern auf dem Pariser Friedhof von Thiais beigesetzt, auf welchem die Stadt Paris Grabstätten für Mittel- und Obdachlose unterhält.

## Ausstellungen und Werke (Auswahl)
- 1981 Musée de l'Athénée, Genf
- 1985 Teilnahme an der Ausstellung Vom Klang der Bilder, die Musik in der Kunst des 20. Jahrhunderts, Staatsgalerie Stuttgart
- 1987 Auftrag des französischen Staates zu einer Folge von Zeichnungen zur Marseillaise aus Anlass des 200. Jahrestages der Revolution
- 1991 Galerie Karsten Greve, Ausstellung von Zeichnungen auf der Foire internationale d’art contemporain
- 1992 Auftrag der Pariser Fondation Brandenburg-Neumark zu einer Folge von Illustrationen von Beethovens Ode an die Freude
- 1996 Galerie Pierre Brullé, Paris

## Publikationen
- Laurent Michel (Hrsg.): Briesen. L'offrande musicale. 93 compositions en 951 dessins. Musée de l'Athénée, Genf / Collection Brandenburg-Neumark, Paris 1981, ISBN 2-903646-06-6.